# Петухов Лог (Алтайский край)
Петухов Лог — посёлок в Егорьевском районе Алтайского края России. Входит в состав Сростинского сельсовета.

## География
Находится в юго-западной части края, в степной зоне, у небольшого пруда, возле крупного озера Горькое Перешеечное.
Климат
умеренный, континентальный. Средняя температура января составляет −12,5 °C, июля — +18,6 °C. Годовое количество осадков составляет 362 мм.

## История
Основан в 1918 году.
В 1928 году состоял из 44 хозяйств. Входил в состав Сростинского сельсовета Рубцовского района Рубцовского округа Сибирского края.
В 1931 г. с/х артель Совнарком состояла из 151 хозяйства, в составе Ново-Егорьевского сельсовета Рубцовского района.

## Население
| 1926 | 1931 | 1997 | 1998 | 1999 | 2000 | 2001 | 2002 | 2003 |
| ---- | ---- | ---- | ---- | ---- | ---- | ---- | ---- | ---- |
| 230  | ↗606 | ↘144 | ↘136 | ↗153 | ↘145 | ↘140 | ↘123 | ↘121 |
| 2004 | 2005 | 2006 | 2007 | 2008 | 2009 | 2010 | 2011 | 2012 |
| ↗126 | ↘125 | ↘123 | ↘122 | ↘119 | ↗126 | ↘109 | →109 | ↗111 |
| 2013 |      |      |      |      |      |      |      |      |
| ↗115 |      |      |      |      |      |      |      |      |

Национальный состав
В 1928 году основное население — русские.
Согласно результатам переписи 2002 года, в национальной структуре населения русские составляли 98 % от 128 чел.

## Инфраструктура
Развито сельское хозяйство.
Социальные услуги жители получают в райцентре — селе Новоегорьевское, где действует средняя общеобразовательная школа, детский сад и др., а также в городе Рубцовск.

## Транспорт
Посёлок доступен автомобильным транспортом.
Проходит автодорога регионального значения «Новоегорьевское — Титовка — Новичиха» (идентификационный номер 01 ОП РЗ 01К-47).